# Бойовий прапор
Бойовий прапор, в урочистому мовленні бойове знаме́но — прапор, що є символом військової частини. Як правило, виготовляється з дорогих матеріалів, рясно прикрашається вишивкою, бахромою, китицями, стрічками тощо. Втрата бойового прапора власником, наприклад військовою частиною, вважається значною ганьбою.

## Прапоровий комплекс
Прапоровий комплекс — сукупність конструктивних та декоративних частин, з яких складається прапор.
До прапорового комплексу входять (можуть входити):
- поло́тнище — головна частина прапора, зазвичай виготовляєтьс з двох прямокутних частин тканини, що зшиваються між собою по периметру;
- бахрома — декоративний елемент полотнища;
- дре́вко (паля, ратище) — дерев'яна палиця, до якої кріпиться полотнище;
- прапорові цвяхи — спеціальні цвяхи, за допомогою яких полотнище кріпиться до древка;
- запас — частина полотнища, що обгорнута довкола древка та призначена для закріплення на останньому;
- наконечник (верхівка) — елемент, що кріпиться до верхівки древка. Зазвичай це металева фігура у вигляді вістря списа або кулі;
- трубка — елемент, через який наконечник кріпиться до древка разом із шнурами китиць та стрічками (орденськими та пам'ятними);
- скоба — елемент, що кріпиться на древку нижче прапора. Це металеве кільце, на якому традиційно гравіюють пам'ятні надписи;
- підток — частина, що кріпиться до древка внизу та слугує опорою для прапора; виконується із твердого металу.

До складу прапорового комплексу входить також запобіжний чохол знамена та панталер — перев'яз через плече прапороносця для носіння прапора.

## Збройні сили України

### Статус
|                                                                       | 1. Бойовий Прапор військової частини Збройних Сил України є символом: честі, доблесті, слави і зобов'язує кожного військовослужбовця Збройних Сил України віддано служити Українському народові, мужньо, вміло і непохитно боронити Українську державу, не шкодуючи свого життя. 2. Бойовий Прапор військової частини є почесним знаком, що визначає особливості її бойового призначення, історії та заслуг і свідчить про належність військової частини до Збройних Сил України. 3. Бойовий Прапор після сформування військової частини вручається їй від імені Президента України представником, призначеним Міністром оборони України. 4. Бойовий Прапор закріплюється за військовою частиною на весь час незалежно від зміни її найменування і номера. Зміни найменування військової частини вносяться до Грамоти Президента України, що видається під час вручення Бойового Прапора. 5. Бойовий Прапор завжди знаходиться зі своєю військовою частиною, а на полі бою — в районі бойових дій, в яких частина бере участь. 6. У разі втрати Бойового Прапора командир військової частини і військовослужбовці, що є безпосередніми винуватцями цього, несуть відповідальність згідно із законом. |
| — Закон України «Про Статут внутрішньої служби Збройних Сил України», | |

### Зміни від серпня 2017 року

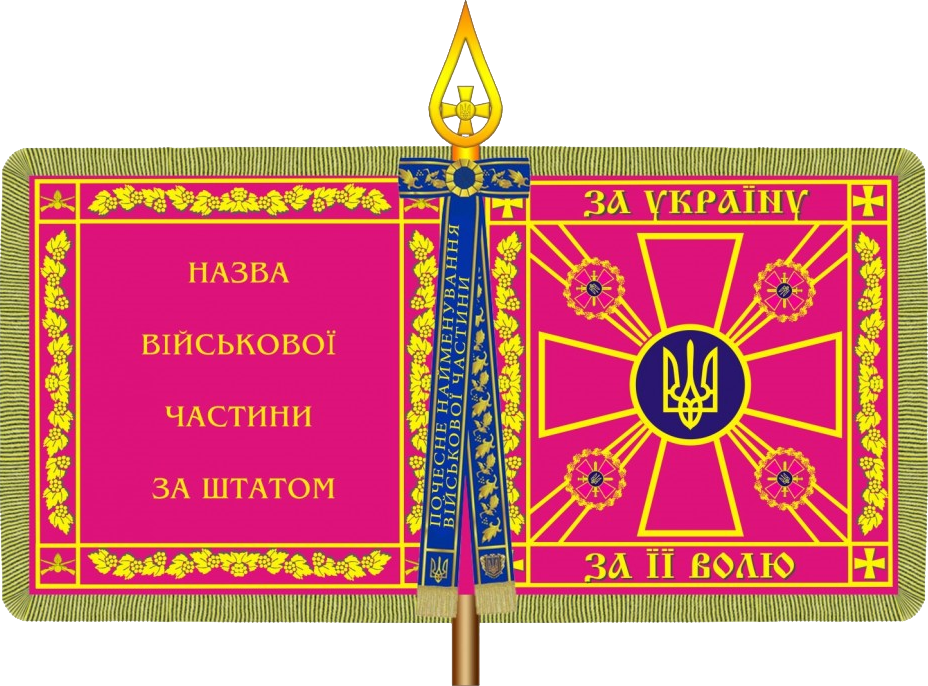
Бойовий Прапор військової частини ЗСУ України, 2017 рік

Основним нововведенням є визначення поняття стрічки до прапору з почесною назвою й заміна назви на тильній стороні з повної на назву за штатом.
Опис
Бойовий Прапор військової частини (з'єднання) Збройних Сил України (далі — Бойовий Прапор) — квадратне полотнище малинового кольору розміром 130 х 130 см із запасом для прикріплення до ратища.
На лицьовій стороні Бойового Прапора в центрі зображено емблему Збройних Сил України, вміщену на тлі золотих променів, які по три розходяться від центра між сторонами емблеми (хреста). На променях міститься зображення вінків із листя і кетягів калини, в центрі яких зображено емблему виду Збройних Сил України, до якого належить військова частина (з'єднання).
Полотнище по периметру має лиштву, обшиту золотим кантом. Верхня частина лиштви містить напис «ЗА УКРАЇНУ», а нижня — напис «ЗА ЇЇ ВОЛЮ». Права і ліва частини лиштви прикрашені орнаментом у вигляді зображення листя і кетягів калини. У кутах Бойового Прапора в обшитих по периметру золотим кантом квадратах вміщено зображення прямих рівносторонніх хрестів із розбіжними сторонами.
На зворотній стороні Бойового Прапора у центрі міститься напис назви військової частини (з'єднання), якій вручається Бойовий Прапор.
Полотнище зворотної сторони Бойового Прапора прикрашено по периметру лиштвою з орнаментом у вигляді зображення листя і кетягів калини. У кутах розміщено емблему роду військ, до якого належить військова частина (з'єднання).
Усі зображення та написи на полотнищі Бойового Прапора виконані золотим шитвом.
Вільні сторони Бойового Прапора прикрашено золотою бахромою.
Висота емблеми Збройних Сил України становить 5/7 висоти полотнища, ширина лиштви разом із кантом — 1/10 ширини полотнища.
Ратище Бойового Прапора дерев'яне, коричневого кольору. Верхівка ратища стрілоподібна з жовтого металу, в ній вміщено рельєфне зображення емблеми Збройних Сил України. Підток ратища з жовтого металу у вигляді зрізаного конуса. Головки прапорних цвяхів з жовтого металу.
У разі наявності у назві військової частини (з'єднання) почесного найменування до трубки верхівки древка прикріплюється двостороння стрічка синього кольору, обшита по периметру золотавим кантом. Кінці стрічки прикрашені золотавою бахромою. Розмір стрічки 250 х 12 см.
На одному кінці стрічки з обох сторін вишитий напис золотавими буквами — почесне найменування військової частини (з'єднання) і зображення Знака Княжої Держави Володимира Великого (малий Державний Герб України). Інший кінець стрічки з обох сторін прикрашений рослинним орнаментом та зображенням медальйону — підвіски із Знаком Президента України.
Стрічка зав'язується бантом розміром 30 см з двома горизонтальними променями та скріплюється розеткою діаметром 10 см.
Стрічка є невід'ємною частиною Бойового Прапора.